# Стимуляція сечівника

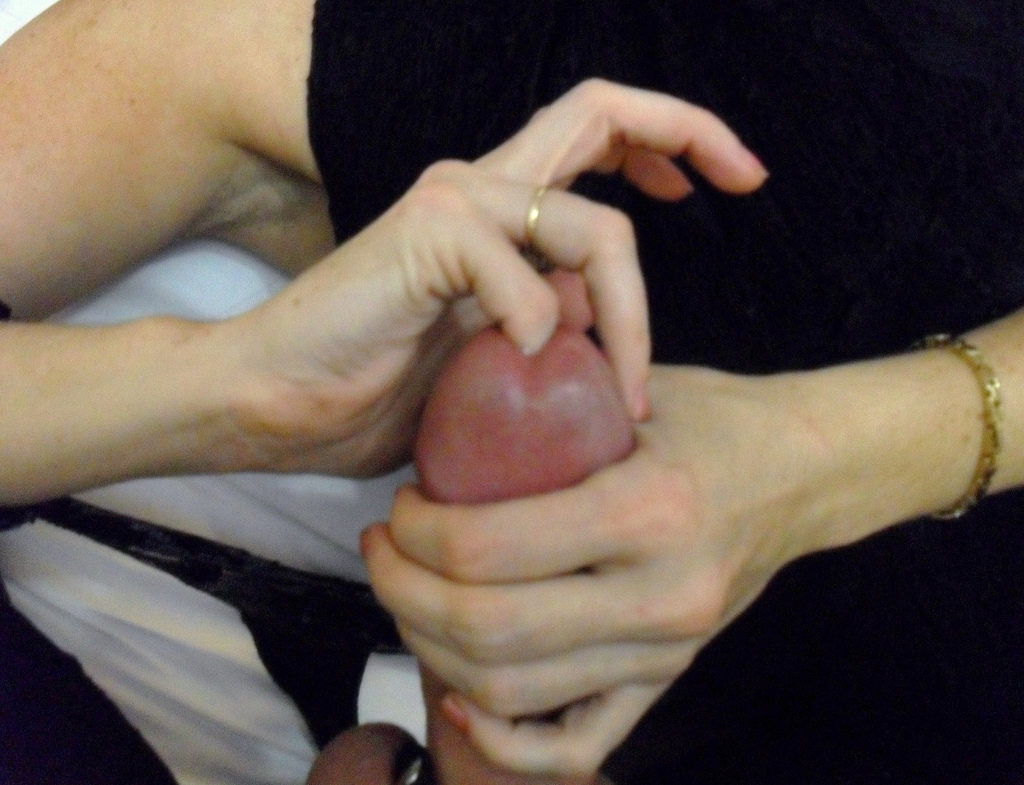
Уретральний фінґеринґ чоловіка

Стимуляція сечівника — сексуальна практика, під час якої стимулюється отвір сечівника чоловіка чи жінки та може стимулюватися сам сечівник. Це може робиться як і руками так і шляхом уведеня предметів, наприклад спеціалізованих секс-іграшок.

## Термінологія
Часто використовуються терміни, що походять з англійської мови: уретральна стимуляція, (англ. urethral stimulation) уретральна гра або гра з сечівником (англ. urethral play). Уведення пальців в сечівник та подальшу стимуляцію називають уретральним фінґеринґом, а введення об'єктів у сечівник називають уретральним бужуванням.

## Чутливість
Сечівник — чутлива частина людського тіла з щільною іннервацією. Уретра чоловіка оточена губчастим тілом, еректильною тканиною; схожа тканина також оточує жіночий сечівник. Він також оточений глибшими структурами клітора. У зв'язку з цим всім сечівник є ерогенною зоною і його стимуляція може викликати приємні відчуття, і навіть призвести до оргазму. Завдяки своєму ерогенному потенціалу отвір сечівника також називають точкою U (від англ. urethra — уретра, сечівник), аналогічно точці Грефенберга, яку також називають точкою G.

## Методи

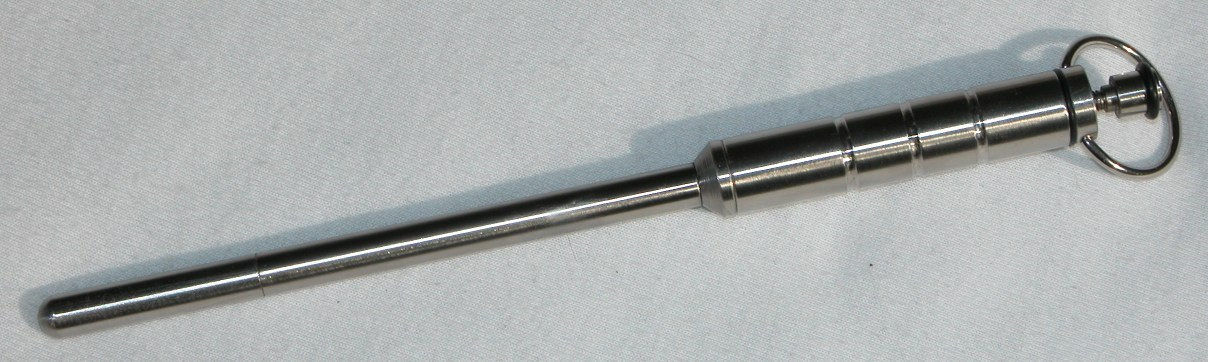
Уретральний вібратор

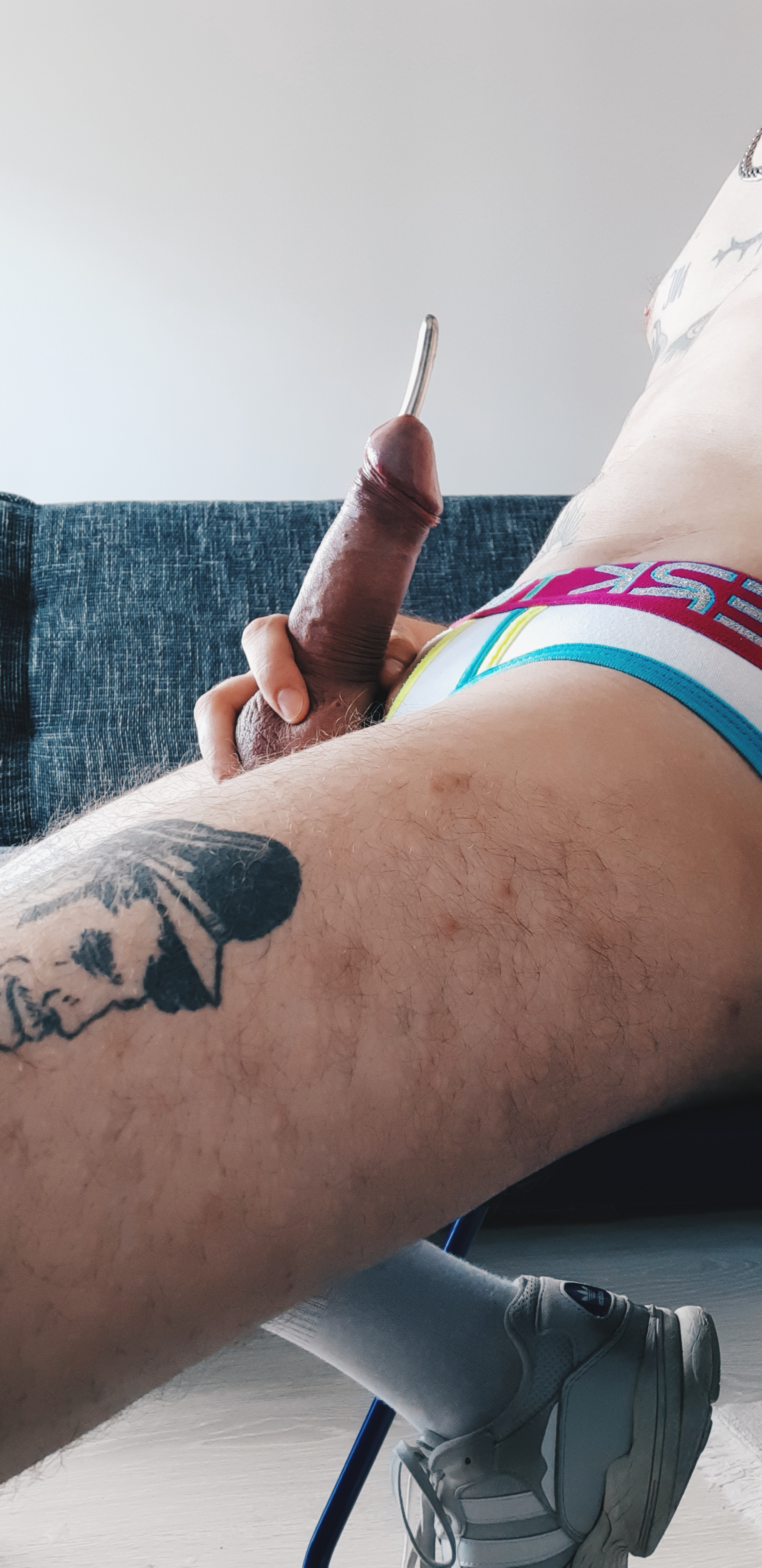
Уретральне бужування

Стимуляцію сечівника використовують або під час прелюдії з партнером, або для мастурбації.
У жінок сечівник можна стимулювати розтягуванням або вібрацією. Вібрація передається до навколишніх тканин клітора і таким чином додатково його стимулює. У чоловіків сечівник також можна стимулювати розтягуванням або вібрацією. Розтягнення безпосередньо впливає на еректильну тканину, що оточує сечівник. Вібрація всередині сечівник може також поширюватися через печеристі тіла і таким чином досягати головки та простати.

### Ручна стимуляція
Зазвичай передню частину сечівника стимулюють вручну. Залежно від розміру отвору сечівника можна масажувати отвір ззовні, уводити кінчик пальця, більшу його частину або ж, якщо розмір отвору це дозволяє, увесь палець. Після цього вивести з сечівника і ввести знову.

### Стимуляція з допоміжними засобами
Для стимуляції часто використовуються різні предмети. На додаток до спеціально створених для цієї мети сексуальних іграшок, таких як уретральні вібратори, пробки та бужі для електростимуляції, поряд із розширювачами також використовуються різні гладкі довгі побутові предмети, такі як дроти з пластиковим покриттям або свічки. У своїй статті Ернст Грефенберг описує кілька випадків, де жінки вставляли шпильки для волосся та олівці в сечівник з метою мастурбації. Медичні бужі, спеціально розроблені для введення в отвори тіла, є безпечнішою альтернативою. Різні форми інтимного пірсингу можуть призвести до стимуляції сечівника під час статевого акту. Чоловіки можуть використати принців кийок.

### Уретральний секс
Уретральний секс включає введення статевого члена в сечівник жінки. Для цього сечівник має бути розтягнутий протягом тривалого періоду часу, щоб досягти достатнього діаметру. Ця сексуальна практика зустрічається дуже рідко.

## Безпека
Стимуляція сечівника може призвести до ризиків або проблем у різний спосіб, якщо її виконувати неналежним чином:
- Уведення гострих, колючих або занадто великих предметів може призвести до пошкодження сечівника. Якщо внаслідок стимуляції з'являється біль, її слід негайно припинити.
- Предмети без стоперів та ручок можуть бути вставлені так, що їх не можна буде самостійно дістати. У таких випадках для вилучення предмета знадобиться допомога медичних працівників.
- Занесення подразників та патогенів може призвести до подразнення, та уретриту. Подразення також може бути викликане тертям.

У жінок ризик інфекцій і пошкодження сечового міхура набагато вищий через порівняно короткий сечівник і його пряму форму. У чоловіків уведення предметів у тіло крізь вигин статевого члена (англ. Cobb's Curve) зазвичай вважається ризикованим, оскільки слизова оболонка у цій частині м’якша та чутливіша, подразнення там трапляється частіше, а також там легше можуть виникати інфекції через унесені патогени.
Використання нестерильних предметів і невикористання (стерильної) змазки можуть збільшити ризик виникнення травми або інфекції. При неправильному використанні медичні катетери можуть, поміж іншим, скрутитися в сечовому міхурі або навіть проколоти його повністю, це може мати наслідки, що загрожують життю.

## Поширення
Поширеність цієї сексуальної практики достеменно невідома, але рекомендації щодо видалення сторонніх тіл як з уретри, так і з сечового міхура включені в деякі клінічні посібники з урології та підручники з гінекології. Це свідчить принаймні про те, що нещасні випадки з уведеними предметами трапляються і також те, що ці предмети можуть прослизнути в сечовий міхур. Кількість інфекцій у жінок, викликаних цією маніпуляцією, також невідома, оскільки існує кілька можливих причин інфекцій сечового міхура. Загалом трансуретральні маніпуляції є однією з найпоширеніших причин інфекцій сечівника (див. внутрішньолікарняні інфекції ), але за межами клінічних умов не зазначають різниці у кількості випадків, викликаних медичними маніпуляціями (катетеризацією, операціями, обстеженнями) та сексуальними практиками.